# Strother Moor
Koordinaten: 51° 16′ 24″ N, 8° 55′ 34″ O
Das Strother Moor ist ein 1,59 ha großes flächenhaftes Naturdenkmal in der Gemarkung von Strothe, einem Stadtteil von Korbach im nordhessischen Landkreis Waldeck-Frankenberg. Das Feuchtgebiet befindet sich auf 340 m Höhe über NHN rund 1 km südwestlich von Strothe und ist von landwirtschaftlich intensiv genutzten Acker- und Wiesenflächen umgeben. Etwa 1,5 km westlich des Moors führen die hier gemeinsam verlaufenden Bundesstraßen 251 und 252 als Umgehungsstraße um Korbach. 
Es handelt sich um den Restbestand eines ehemaligen Niedermoores, in dem bis in die 1960er Jahre Torf abgebaut wurde. Als einziges Feuchtgebiet mit Moorcharakter im Raum Korbach steht das Strother Moor wegen seiner naturgeschichtlichen Eigenart und Seltenheit unter Naturschutz. Anfang des Jahres 2022 konnte die NABU-Ortsgruppe Korbach das Gebiet von der Stadt Korbach, dem bisherigen Eigentümer, in Besitz nehmen.
Der westliche Teil besteht aus einem Seggenried mit kleinen, zum Teil stark verlandeten Flachwasserteichen. Der östliche Teil wurde nach Einstellung des Torfabbaus als Fischteichanlage mit zwei jeweils etwa 0,2 ha großen und maximal 1,5 m tiefen Teichen gestaltet, den Rhethof-Teichen. Sie werden aus der Rhetwalme, einem nördlich vorbeiführenden Bach (Zufluss der Werbe) gespeist, dessen Oberlauf in den frühen 1990er Jahren renaturiert wurde. Die Fischteichnutzung wurde 1990 aufgegeben, und in Absprache mit der Stadt Korbach, Eigentümerin des Gebietes, übernahm schon damals die NABU-Ortsgruppe Korbach die naturschutzgerechte Betreuung. Der Fischbestand wurde entnommen und die Ufer wurden abgeflacht. 
In der Folge bildete sich ein stellenweise 10 m breiter Röhrichtsaum aus Rohr-Glanzgras (Phalaris arundinacea), Igelkolben (Sparganium spec.), Rohrkolben (Typha spec.) und Rispen-Segge (Carex paniculata) sowie eine ausgeprägte Schwimmblattzone aus Wasserhahnenfuß (Ranunculus aquatilis L.) und Schwimmendem Laichkraut (Potamogeton natans). Da das Gebiet inmitten landwirtschaftlich genutzter Flächen ohne Wegeanbindung liegt, ist es weitgehend störungsfrei. Als Brutvögel kommen der Zwergtaucher (Tachybaptus ruficollis), die Teichralle (Gallinula chloropus), das Blässhuhn (Fulica atra), die Stockente (Anas platyrhynchos), die Reiherente (Aythya fuligula) sowie Kleinvogelarten wie der Sumpfrohrsänger (Acrocephalus palustris), die Rohrammer (Emberiza schoeniclus) und der Feldschwirl (Locustella naevia) vor.